# 아담 페렌치
아담 페렌치(폴란드어: Adam Ferency, 1951년 10월 5일~)는 폴란드의 배우, 무대 연출가이다.

## 작품 목록

### 영화
- 1920년 바르샤바 전투 (2011년)
- 픽셀 (2010년)
- 포르노그라피아 (2003년)
- 파이어 & 스워드 (1999년)
- 에로틱 테일즈 (1996년)
- 악마의 교육 (1995년)
- 선반 기술자와의 대화 (1993년)
- 《우연한 기회》 (1987년)
- 노 엔드 (1985년)
- 신문 (1982년) - 모라우스키 역
- 철의 사나이 (1981년)
- 시골뜨기 배우 (1980년)
- 피버 (1980년)